# Ghost Riders in the Sky
Ghost Riders in the Sky nebo jen Riders in the Sky (česky: Nebeští jezdci nebo Ďáblovo stádo) je country píseň z roku 1948. Jejím autorem je Stan Jones. Píseň se stala velmi populární a dočkala se cover verzí od více než padesáti různých hudebníků.
Píseň vypráví o kovbojovi, který má vidění stáda pekelných krav s červeně žhnoucíma očima uhánějících po nebi, stádo je pronásledováno duchy zatracených jezdců. Jeden ze zatracených kovboje varuje, že pokud se nezmění, bude odsouzen ke stejnému trestu jako oni – na nekonečných pláních honit věčně ďáblova stáda krav.
Někdy po roce 1949 vyšla u nás na desce píseň "Nebeští jezdci", obsahově odlišná od výšeuvedené nejznámější tzv. "Cortésovy" verze. Tato první poválečná česká verze mluví o zářných jezdcích na modrých koních se zlatými kopyty, kteří berou umírajícího starého kovboje na poslední cestu.
Protože šlo o stejný hudební zdroj, názvy pozdějších verzí v obecném povědomí zjevně splynuly.
Tato verze byla rovněž v modifikované podobě (autor modifikací Evžen Illín) použita jako filmová hudba v českém filmu Nebeští jezdci (scénář a námět Filip Jánský, režie Jindřich Polák, Barrandov 1968).
Mezi umělce, kteří tuto píseň nazpívali, patří například Burl Ives (původní verze z února 1949), Vaughn Monroe (1949), Sons of the Pioneers (1949), Bing Crosby (1949), Peggy Lee (1949), Spike Jones (1949), The Ramrods (1961, populární ve Velké Británii), Johnny Cash (1979) a další. Většina verzí se drží stylu country, několik verzí je rockových, ale píseň se dočkala i několika heavy metalových verzí – Impaled Nazarene (1993), Die Apokalyptischen Reiter (2006) nebo Children Of Bodom (2008). Verze rockové skupiny Spiderbait se objevila na soundtracku k filmu Ghost Rider.
Píseň Riders on the Storm skupiny The Doors byla také inspirována touto písní.

## Čeští interpreti
- Rudolf Cortés
- Karel Hála
- Waldemar Matuška
- Karel Černoch
- Taxmeni
- František Tichý (pedagog)
- Wabi Daněk

Karel Gott (LP Písně z televizního seriálu Zpívá Karel Gott, Supraphon 1976)